# الهرید
الهرید (به لاتین: Aleheride) یک منطقهٔ مسکونی در توگو است که در منطقه کارا واقع شده‌است.